# Бурбон (кофе)
Кофе Бурбон (фр. café Bourbon) — сорт кофе арабика.
Название сорта связано с тем, что впервые его начали производить на острове Реюньон, расположенном в Индийском океане, который до 1789 года назывался островом Бурбон.

## История
В 1715 году Французская Ост-Индская компания поручила Гийому Дюфрену д'Арзелю совершить экспедицию в Моку, добыть там кофейные деревья и высадить их на Реюньоне. Экспедиция началась 27 июня 1715 года на корабле «L’Auguste». В сентябре 1715 года султан Йемена подарил французским морякам шесть деревьев, которые были высажены на Реюньоне в городе Сен-Поль и оставлены на попечение губернатора Антуана Дефоржа-Буше. Французская Ост-Индская компания организовала процесс производства кофе: закупку семян, строительство складов и дорог. Всем поселенцам в возрасте от 15 до 60 лет, которые соглашались содержать 100 кофейных деревьев и ухаживать за ними, предлагались льготы.
Начиная с 1726 года из-за недостатка рабочей силы в товарных количествах кофе выращивался только на острове Реюньон, где в 1704 году проживало всего 734 человека. Для развития производства кофе французы начали ввозить на остров рабов. В результате в 1754 году на Реюньоне проживало уже 17 тыс. человек. В письме министру военно-морского флота от 27 апреля 1728 года тогдашний губернатор Реюньона Пьер-Бенуа Дюма с энтузиазмом сообщал о том, что количество кофейных плантаций неуклонно возрастает и что остров сможет обеспечить потребности в кофе всего королевства.
Позже этот сорт был вывезен французами в Африку и в Латинскую Америку.

## Производство
Кофе «Бурбон», наряду с кофе Typica, стал одним из двух наиболее культивируемых в мире сортов кофе «арабика». Оба сорта происходят из Йемена.
Кофе «Бурбон» обычно выращивается на высоте от 1000 до 2000 метров над уровнем моря и даёт урожай на 20—30 % выше, чем у кофе сорта Typica при том же качестве.

## Виды
Кофе Бурбон классифицируется на 3 основных вида:
- Bourbon Espresso. Он включает сублимированный и молотый кофе. Именно этот кофе используется для приготовления бразильского эспрессо. Для приготовления этого напитка лучшие зерна обжариваются на медленном огне. Вкус этого напитка отличается насыщенностью и фруктовым вкусом;
- Бурбон Сантос — кофейный напиток, который назван в честь бразильского города. Зерна крупные и продолговатые;
- Желтый Бурбон, который выращивают более 150 лет только высоко в горах на юго-востоке Бразилии. В процессе выращивания не выполняются процедуры скрещивания. Кожура зерен очень тонкая, поэтому солнце сильнее прогревает ягоду и, как результат, — кофейный напиток получается сладковатым.

## Производные сорта
Австралийский сорт Skybury является разновидностью кофе «Бурбон», так же как и сорт Bourbon pointu, выведенный в 2007 году и ставший на тот момент самым дорогим сортом кофе в мире. Крепкий и продуктивный сорт Mundo novo был получен скрещиванием кофейного дерева «Бурбон» с одним из сортов кофейных деревьев, растущих на Суматре.